# 广东新闻联播
《广东新闻联播》（英語：Guangdong News）（前身《新闻》（1959年10月1日-1990年代）、《全省新闻联播》（1990年代-1996年）、《广东卫视新闻》（1996年5月1日-2009年9月28日）），是由广东广播电视台电视融媒中心（前广东广播电视台电视新闻中心）制作的一档以时政经济为主，汇集国内外重大消息的综合性新闻节目。该节目广东广播电视台最重要的新闻栏目之一，也是广东省委省政府对内对外宣传的重要窗口。该节目最早可追溯至1959年10月1日广东电视台（时称广州电视台）播出的记录广东庆祝国庆游行的新闻片，是广东电视台播出的第一条电视新闻，1976年电视新闻节目被固定名称为《新闻和天气预报》（片头和节目表称之为《新闻》），1990年代初更名为《全省新闻联播》。随着广东电视台节目改革，节目名称于1996年5月1日更名为《广东卫视新闻》，是《广东新闻联播》的前身。2009年9月28日，节目正式改名为《广东新闻联播》。

## 播出时间
《广东新闻联播》初期在每天19:30于广东卫视首播，22:30在广东新闻频道重播。2014年起改于每天18:30在广东卫视首播，19:30在广东新闻频道重播，以及次日07:01在广东卫视重播。全省除珠三角地区以外的大部分地级市县电视台会同步转播或录播该节目。

## 主播
每期节目由两名主播负责播报。

### 现任主播
- 林红
- 徐浩
- 于子洋
- 李骁
- 严彦子
- 遲芳思

### 曾任主播
- 杜伟
- 王鹏
- 申兴华
- 田靖华
- 孟语凡
- 吴昱
- 刘晓天
- 吴姗姗
- 李琳
- 汤聪
- 庞玮